# 에어스테어

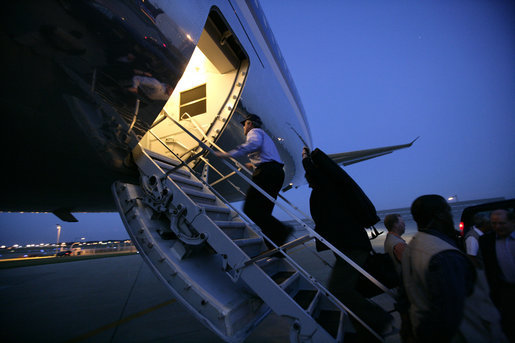
보잉 VC-25를 타는 조지 W. 부시

에어스테어(Airstair)는 비행기를 오르내릴 때  임시로 놓는 계단이다. 트랩이라고 부르기도 한다.

## 같이 보기
- 탑승교